# Vacanze a Malaga
Vacanze a Malaga (Taxi, Roulotte et Corrida) è un film del 1958 diretto da André Hunebelle.

## Trama
Maurice Berger, tassista parigino, parte per la Spagna per trascorrere le vacanze con sua moglie Germaine e suo figlio Jacques ed accetta di portare con loro anche Brère Léon, un uomo affascinante, accompagnato dalla moglie Mathilde e dalla figlia Nicole.